# Thomas Gray
Thomas Gray (Londres, 26 de dezembro de 1716 — Cambridge, 30 de Julho de 1771), poeta e romancista inglês.
Iniciou seus estudos em Eton College e no Colégio São Pedro de Cambridge, onde se tornou amigo dos escritores Horace Walpole e Richard West. Deixou Cambridge em 1738 e acompanhou Walpole em uma viagem pelo continente durante o ano seguinte. Juntos, visitaram a França e a Itália, onde se desentenderam e Gray foi para Veneza, retornando à Inglaterra por ocasião da morte de seu pai. 
Em 1744 reconciliou-se com Walpole e em 1750 concluiu sua Elegia escrita num cemitério camponês, obra esta iniciada muitos anos antes. Em 1757, recusou a distinção de poeta laureado. Após a abertura do Museu Inglês, em 1759, Gray passou a morar em Londres para poder estudar as obras expostas. Em 1768, foi nomeado professor de história moderna em Cambridge.
A obra literária de Gray é pouco volumosa mas a boa qualidade de seus escritos compensa esse fato. A Elegia é a mais popular e, talvez, a melhor de suas obras. Liga-se à corrente da poesia das tumbas, inaugurada por Edward Young, influência esta que também se encontra nas odes pindáricas: Os progressos da poesia, O bardo, ode profética e outras.

## Obras
- O Bardo (1757)